# Општина Сапанца (Марамуреш)
Сапанца (рум. Sãpânţa) општина је у Румунији у округу Марамуреш.
Oпштина се налази на надморској висини од 267 m.